# Kayoko Shibata
Kayoko Shibata (柴田 かよこ, Kishi Yūji; 21 de Fevereiro de 1980) é uma atriz japonesa.

## Trabalhos

### Filmes
| Ano  | Título original                  | Título em português | Papel                     | Observações |
| 1999 | Kyukyu Sentai GoGoV: The Movie   |                     | Matsuri Tatsumi / Go Pink |             |
| 2000 | Kyukyu Sentai GoGoV vs Gingaman  |                     | Matsuri Tatsumi / Go Pink |             |
| 2001 | Mirai Sentai Timeranger vs GoGoV |                     | Matsuri Tatsumi / Go Pink |             |
| 2002 | Ju-On                            |                     | Mariko                    |             |
| 2002 | Koi ni Utaeba                    |                     | Mariko                    |             |
| 2005 | Chateau de Roses                 |                     | Rosemary                  |             |

### Tokusatsu
| Ano  | Título original           | Título em português | Papel                     | Observações    |
| 1999 | Kyukyu Sentai GoGoV       |                     | Matsuri Tatsumi / Go Pink | TV Asahi       |
| 2009 | Samurai Sentai Shinkenger |                     | Kana                      | TV Asahi       |
| 2011 | Kaizoku Sentai Gokaiger   |                     | Matsuri Tatsumi / Go Pink | TV Asahi, ep23 |